# Birtley (Shropshire)
Birtley – wieś w Anglii, w hrabstwie Shropshire. Leży 22 km na południe od miasta Shrewsbury i 213 km na północny zachód od Londynu.